# دینو دی لوکا
دینو دی لوکا (ایتالیایی: Dino Di Luca؛ ‏ ۵ مهٔ ۱۹۰۳ – ۱۱ مهٔ ۱۹۹۱) هنرپیشه اهل ایتالیا بود.
از فیلم‌هایی که وی در آن نقش داشته‌است، می‌توان به زن زناکار، زن نابینای سورنتو، نامزدشده، کاردینال، ده فرمان، مانون لسکو و اتصال کوتاه اشاره کرد.